# Litocheiridae
Famille
Les Litocheiridae sont une famille de crabes. Elle comprend trois espèces actuelles et cinq fossiles dans six genres dont quatre fossiles.

## Liste des genres
- Georgeoplax Türkay, 1983
- Litocheira Kinahan, 1856
- †Gollincarcinus Beschin & De Angeli, 2004
- †Lessinioplax Beschin & De Angeli, 2004
- †Maingrapsus Tessier, Beschin, Busulini & De Angeli, 1999
- †Paracorallicarcinus Tessier, Beschin, Busulini & De Angeli, 1999

## Référence
- Števčić, 2005 : The reclassification of brachyuran crabs (Crustacea: Decapoda: Brachyura). Natura Croatica, vol. 14, Supplement 1, p. 1–159 (texte original).

## Sources
- Ng, Guinot & Davie, 2008 : Systema Brachyurorum: Part I. An annotated checklist of extant brachyuran crabs of the world. Raffles Bulletin of Zoology Supplement, n. 17 p. 1–286.
- De Grave & al., 2009 : A Classification of Living and Fossil Genera of Decapod Crustaceans. Raffles Bulletin of Zoology Supplement, n. 21, p. 1-109.